# 出口若武
出口 若武（でぐち わかむ、1995年4月28日 - ）は、日本将棋連盟所属の将棋棋士。井上慶太九段門下。棋士番号は317。兵庫県明石市出身。

## 棋歴
明石市立藤江小学校1年の時に学童保育で上級生から将棋を教わり、これをきっかけに将棋を始める。当時はサッカーの方が好きだったが、頼まれて出場した将棋大会で県大会まで勝ち進んだのを機に将棋に本腰を入れた。加古川将棋センターに通い、関西研修会を経て小学6年の時に関西奨励会に入会。文部科学大臣杯 小・中学校将棋団体戦で2006年、2007年の準優勝チームとしてそれぞれ参加している。2006年大会の兵庫県チームでは、のちに棋士となる冨田誠也と同じメンバーであった。望海中、明石北高校へ進学する中、奨励会では17歳で三段リーグ入り。
三段リーグでは3期目まで目立った活躍は無かったが、4期目の第56回三段リーグにて12勝6敗の成績を挙げると、7期目の第59回三段リーグでも12勝6敗の成績を収めた（結果的にあと1勝で昇段だった）。
三段時代の第49期新人王戦では澤田真吾六段、梶浦宏孝四段らを破り決勝三番勝負に進出。奨励会三段の決勝進出は史上5人目だったが、藤井聡太七段に連敗し準優勝に終わった（新人王戦での成績は、プロ入り後も含めてこの準優勝が最高となった）。
そして第64回三段リーグでは開幕から10連勝と波に乗り、終盤失速したものの14勝4敗の1位で四段昇段を決めた（同時昇段は黒田尭之）。井上慶太門下では稲葉陽、菅井竜也、船江恒平に次いで4人目かつ9年ぶりのプロ棋士となった。なお、井上門下はこの2年後に横山友紀と狩山幹生が、そしてその更に1年後には藤本渚がプロ棋士となっており、出口を契機に同門下のプロ棋士入りが加速している。

### プロデビュー後
2019年度
プロデビューとなったこの年は、初参加の第78期順位戦にて苦戦し、3勝7敗で降級点が付く結果となった。但し、年度の全成績としては、早指し棋戦での活躍もあり、29勝18敗と大きく勝ち越した。
2020年度
2期目となる第79期順位戦にて、前年の不調から一転9勝1敗としC級1組昇級を決め五段昇段となった。1年目で降級点を取った新人が、翌2年目で昇級を果たすのは史上初めてのことであった。第70回NHK杯では予選を突破し、本戦に初出場した。また、第28期銀河戦でも予選と本戦ブロックを突破し、決勝トーナメントに進出した。
2021年度
第92期棋聖戦にて決勝トーナメントに進出すると、1回戦も突破してベスト8まで勝ち進んだ。第71回NHK杯では総合成績優秀者のため本戦1回戦シードとなり、本戦でも斎藤慎太郎・近藤誠也等の強敵を破り、ベスト8まで進出した。第7期叡王戦では五段戦（段位別予選）を突破して初の本戦入りを果たす。第80期順位戦のC級1組では7勝3敗に終わり、昇級まであと1勝が足りない結果となった（3位で昇級した飯島栄治も7勝3敗だったため、結果的にあと1勝で昇級だった）。年度の全成績としては40勝14敗と、デビュー以来最高の成績を収めた。
2022年度
初の本戦入りした第7期叡王戦は本戦でもその勢いを止めず、初進出した挑戦者決定戦でも服部慎一郎に勝利し、タイトル初挑戦と六段昇段を決めた。藤井聡太叡王との五番勝負は0勝3敗のストレート負けに終わった。その他、第70期王座戦でも活躍し、決勝トーナメントまで勝ち進んだ（1回戦で敗退）。
2023年度
2024年度

## 棋風
元々は振り飛車一本だったが、20歳の頃に居飛車に切り替えるなど棋風改造に取り組んでいる。

## 人物・エピソード
- 「若武」という名前は父と母が好きな言葉を1文字ずつ付けたもので、当初は父が「若」を、母が「夢」を推したが、画数の関係で選び直され「若武」になった[12]。
- 新人王戦で藤井聡太に敗れた対局後は、悔しくて呆然としていたためか帰りの電車で乗り過ごしてしまったという[13]。
- 女流棋士の長谷川優貴は同じ明石出身で同い年であり、四段昇段を決めた時には「面倒見が良くて、昔4つ下の弟のお世話よくしてくれたなぁ…笑　今度からは出口先生と呼ぶけれど、今日だけは！出口君、本当におめでとうございます」とお祝いコメントを贈られた[14]。
- プロ入りを果たした第64回三段リーグでは、前述通り終盤に失速しており、特に最後の2局は2連敗を喫した。そのためか、昇段を報告した時の師匠である井上の第一声は「情けないねえ」だったという[15]。
- 2021年4月22日、女流棋士の北村桂香と結婚[16]。
- 上述の第7期叡王戦を3連敗で敗退した際には、大盤解説会場でファンの拍手を受け涙を流した[17]。

## 昇段履歴
昇段規定は、将棋の段級 を参照。
研修会（関西研修会）
| - 2005年09月00日 : E1クラス - 2006年05月00日 : D1クラス - 2006年12月00日 : C2クラス - 2007年05月00日 : C1クラス |

奨励会（関西奨励会）
- 2007年09月00日 ： 6級 = 関西奨励会入会[1][22]

| - 2000年00月00日 ： 5級 - 2000年00月00日 ： 4級 - 2010年07月00日 ： 3級 - 2010年00月00日 ： 2級 - 2011年03月00日 ： 1級 - 2011年11月00日 ： 初段 - 2012年12月00日 ： 二段 |

- 2013年03月23日 ： 三段（第53回奨励会三段リーグ戦〈2013年度前期〉からリーグ参加）[1][26]
- 2019年04月01日 ： 四段（第64回奨励会三段リーグ成績1位） = プロ入り [1]

四段昇段以降
- 2019年04月01日 ： 四段 = プロ入り [1]
- 2021年03月05日 ： 五段（順位戦C級1組昇級、通算59勝29敗）[10][注 2]
- 2022年04月02日 ： 六段（タイトル挑戦〈第7期叡王戦〉、通算102勝44敗）[11][注 3]

## 主な成績

### タイトル戦
タイトル戦登場
- 叡王戦（2022年度 = 第7期）

登場回数 1回（獲得 0）

### 在籍クラス
| 開始 年度 | (出典)順位戦出典 | (出典)順位戦出典 | (出典)順位戦出典 | (出典)順位戦出典 | (出典)順位戦出典 | (出典)順位戦出典 | (出典)順位戦出典 | (出典)順位戦出典 | (出典)竜王戦出典 | (出典)竜王戦出典 | (出典)竜王戦出典 | (出典)竜王戦出典 | (出典)竜王戦出典 | (出典)竜王戦出典 | (出典)竜王戦出典 | (出典)竜王戦出典 | (出典)竜王戦出典 | (出典)竜王戦出典 |
| 開始 年度 | 期               | 名人             | A級              | B級              | B級              | C級              | C級              | 0                | 期               | 竜王             | 1組              | 2組              | 3組              | 4組              | 5組              | 6組              | 決勝 T           |                  |
| 開始 年度 | 期               | 名人             | A級              | 1組              | 2組              | 1組              | 2組              | 0                | 期               | 竜王             | 1組              | 2組              | 3組              | 4組              | 5組              | 6組              | 決勝 T           |                  |
| --- | ---------------- | ---------------- | ---------------- | ---------------- | ---------------- | ---------------- | ---------------- | ---------------- | ---------------- | ---------------- | ---------------- | ---------------- | ---------------- | ---------------- | ---------------- | ---------------- | ---------------- | ---------------- |
| 2019 | 78               |                  |                  |                  |                  |                  | C251x            | 3-7              | 33               |                  |                  |                  |                  |                  |                  | 6組              | --               | 3-1/昇1-1        |
| 2020 | 79               |                  |                  |                  |                  |                  | C243*            | 9-1              | 34               |                  |                  |                  |                  |                  |                  | 6組              | --               | 2-1/昇1-1        |
| 2021 | 80               |                  |                  |                  |                  | C130             |                  | 7-3              | 35               |                  |                  |                  |                  |                  |                  | 6組              | --               | 3-1/昇2-1        |
| 2022 | 81               |                  |                  |                  |                  | C109             |                  | 7-3              | 36               |                  |                  |                  |                  |                  |                  | 6組              | 0-1              | 6-0 (1位)        |
| 2023 | 82               |                  |                  |                  |                  | C103             |                  | 7-3              | 37               |                  |                  |                  |                  |                  | 5組              |                  | --               | 0-1/昇4-1        |
| 2024 | 83               |                  |                  |                  |                  | C107             |                  | -                | 38               |                  |                  |                  |                  |                  | 5組              |                  | --               | -                |
| 順位戦、竜王戦の 枠表記 は挑戦者。右欄の数字は勝-敗(番勝負/PO含まず)。 順位戦の右数字はクラス内順位 ( x当期降級点 / *累積降級点 / +降級点消去 ) 順位戦の「F編」はフリークラス編入 /「F宣」は宣言によるフリークラス転出。 竜王戦の 太字 はランキング戦優勝、竜王戦の 組(添字) は棋士以外の枠での出場。 |                  |                  |                  |                  |                  |                  |                  |                  |                  |                  |                  |                  |                  |                  |                  |                  |                  |                  |

### 年度別成績
| 年度                                                               | 対局数 | 勝数 | 負数 | 勝率   | (出典) |
| ------------------------------------------------------------------ | ------ | ---- | ---- | ------ | ------ |
| 2014年度                                                           | 3      | 1    | 2    | 0.3333 | [ 31 ] |
| 2015年度                                                           | 5      | 3    | 2    | 0.6000 | [ 32 ] |
| 2016年度                                                           | 4      | 2    | 2    | 0.5000 | [ 33 ] |
| 2017年度                                                           | 3      | 2    | 1    | 0.6666 | [ 34 ] |
| 2018年度                                                           | 9      | 6    | 3    | 0.6666 | [ 35 ] |
| 通算                                                               | 24     | 14   | 10   |        |        |
| 2019年4月1日 四段昇段 四段昇段前の成績（棋士通算成績の合算対象外） |        |      |      |        |        |

| 年度             | 対局数 | 勝数 | 負数 | 勝率   | (出典) | 通算成績 | 通算成績 | 通算成績 | 通算成績 | 通算成績 |
| ---------------- | ------ | ---- | ---- | ------ | ------ | -------- | -------- | -------- | -------- | -------- |
| 2019年度         | 48     | 29   | 19   | 0.6041 | [ 36 ] | 対局数   | 勝数     | 負数     | 勝率     | (出典)   |
| 2020年度         | 44     | 33   | 11   | 0.7500 | [ 37 ] | 92       | 62       | 30       |          |          |
| 2019-2020 (小計) | 92     | 62   | 30   |        |        | 通算成績 | 通算成績 | 通算成績 | 通算成績 | 通算成績 |
| 年度             | 対局数 | 勝数 | 負数 | 勝率   | (出典) | 対局数   | 勝数     | 負数     | 勝率     | (出典)   |
| 2021年度         | 53     | 39   | 14   | 0.7358 | [ 38 ] | 145      | 101      | 44       | 0.6965   | [ 39 ]   |
| 2022年度         | 49     | 28   | 21   | 0.5714 | [ 40 ] | 194      | 129      | 65       | 0.6649   | [ 41 ]   |
| 2023年度         | 31     | 16   | 15   | 0.5161 | [ 42 ] | 225      | 145      | 80       | 0.6444   | [ 43 ]   |
| 2021-2023 (小計) | 133    | 83   | 50   |        |        |          |          |          |          |          |
| 通算             | 225    | 145  | 80   | 0.6444 | [ 43 ] |          |          |          |          |          |
| 2023年度まで     |        |      |      |        |        |          |          |          |          |          |

- 通算100勝達成：2022年03月26日（通算100勝44敗、第7期叡王戦 本戦準決勝・佐藤天彦九段戦）[注 4]

### 非公式戦優勝
- ABEMAトーナメント 1回（2022年・第5回、チーム稲葉の一員として）

## 著書
- 先手三間飛車を完全攻略！出口流▲７八飛戦法破り (マイナビ将棋BOOKS)（2021年11月24日、マイナビ出版、ASIN B09HXDS2MK）